# Mount Inverleith
Mount Inverleith ist ein 1495 m hoher Berg an der Danco-Küste des Grahamlands im Norden der Antarktischen Halbinsel. Er ragt nahe dem Rand einer Geländestufe 3 km ostnordöstlich des Kopfendes der Skontorp Cove auf.
Der schottische Geologe David Ferguson (1857–1936) kartierte ihn bei seiner von 1913 bis 1914 dauernden Antarktisfahrt mit dem Walfänger Hanka. Er benannte ihn als Inverleith Hill.  Namensgebend ist die schottische Stadt Leith, Sitz des Walfangunternehmens Salvesen & Co., des Eigners der Hanka. Die Vorsilbe „inver“ deutet dabei auf den Ort einer Flussmündung hin. Der heute gültige Name geht auf eine Anpassung des UK Antarctic Place-Names Committee vom 23. September 1960 zurück.